# Storeria storerioides
La culebra parda mexicana (Storeria storerioides) es una serpiente perteneciente a la familia Natricidae del orden Squamata. La especie es endémica de México. La plataforma Naturalista posee observaciones para esta especie principalmente en diversas áreas de la Sierra Madre Occidental y del Eje Neovolcánico. Esta culebra es de hábitat terrestre. La UICN2019-1 considera a la especie como de preocupación menor. En México la especie es en ocasiones confundida con Storeria dekayi, Conopsis lineata, Storeria hidalgoe y Conopsis nasus.  